# Nikolaï Sergueïev
Pour les articles homonymes, voir Sergueïev.
Nikolaï Vassilievitch Sergueïev (en russe : Николай Васильевич Сергеев), né le 4 décembre 1894 dans le village d'Ozerki, dans le gouvernement de Koursk (Empire russe) et mort le 8 janvier 1988 à Moscou (Union soviétique), est un acteur soviétique de théâtre et de cinéma.

## Filmographie sélective
- 1954 : Une grande famille (Большая семья) d'Iossif Kheifitz : Alexandre Basmanov
- 1960 : L'Aspirant Panine (Мичман Панин) de Mikhail Schweitzer : capitaine Sergueiev
- 1960 : Cinq jours, cinq nuits (Пять дней, пять ночей) de Mikhaïl Romm : Chaguine
- 1961 : La Mégère apprivoisée (Укрощение строптивой, Ukrochtchenie stroptivoï) de Sergueï Kolossov : vieux professeur
- 1962 : Neuf jours d'une année (Девять дней одного года) de Mikhaïl Romm : père de Goussev
- 1964 : Il était une fois un vieux et une vieille (Жили-были старик со старухой) de Grigori Tchoukhraï : Nikolaï, le comptable
- 1966 : Andreï Roublev (Андрей Рублёв) d'Andreï Tarkovski : Théophane le Grec
- 1966 : Dans la ville de S (В городе С) de Iossif Kheifitz : moujik
- 1967 : Rouges et blancs (Csillagosok Katonák) de Miklós Jancsó : le moine
- 1971 : Le Bien de la République (Достояние республики) de Vladimir Bytchkov (ru) : Danila Kossoï
- 1975 : Je demande la parole (Прошу слова) de Gleb Panfilov : Stepan Trofimovitch

## Distinctions
- Artiste du peuple de la RSFSR en 1971.